# Ilzat Akhmetov
Ilzat Toglokovich Akhmetov (Bishkek, 31 de dezembro de 1997) é um futebolista profissional russo de origem uigur. que atua como meio-campista.

## Carreira

### Rubin Kazan
Ilzat Akhmetov se profissionalizou no Rubin Kazan, em 2014.

### CSKA Moscou
Ilzat Akhmetov se transferiu ao PFC CSKA Moscovo, em 2018.

## Títulos
CSKA Moscou
- Supercopa da Rússia: 2018[2]